# 1995 DN
1995 DN är en asteroid i huvudbältet som upptäcktes 21 februari 1995 av den japanska astronomen Takao Kobayashi vid Ōizumi-observatoriet.
Asteroiden har en diameter på ungefär 7 kilometer och den tillhör asteroidgruppen Gefion.